# Liste der diplomatischen Vertretungen in Aserbaidschan

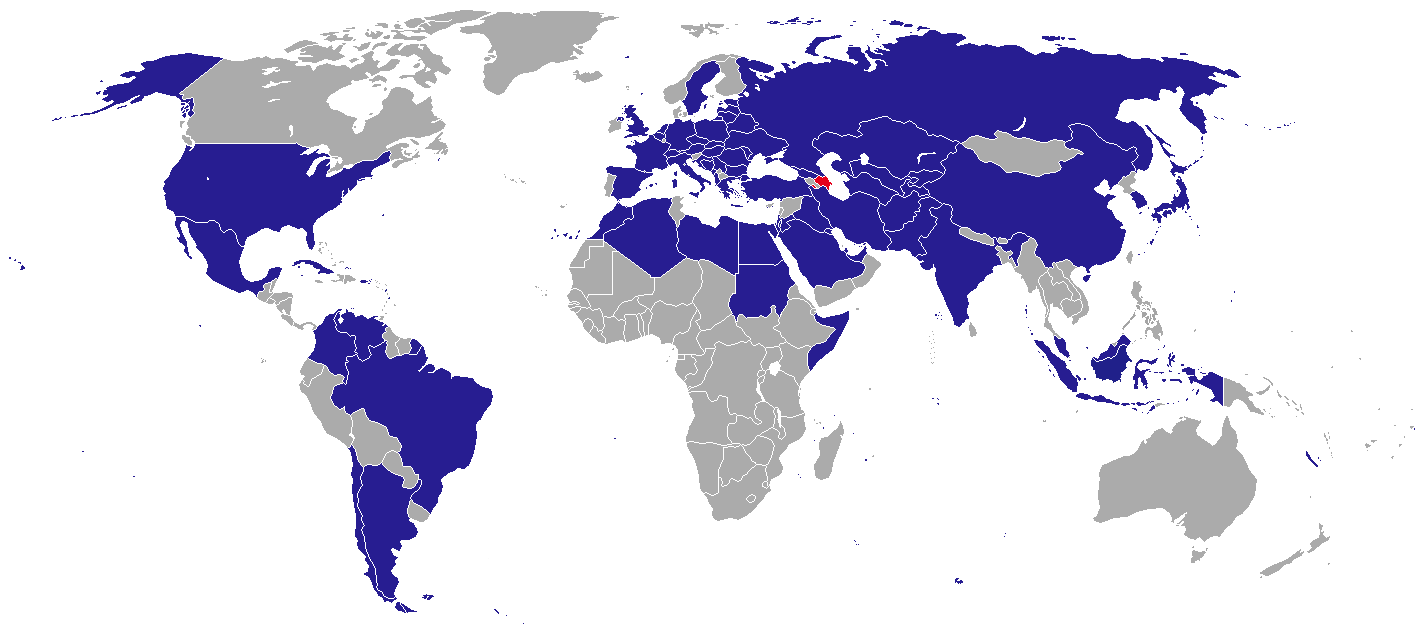
Staaten mit einer Botschaft in Aserbaidschan

Die Liste der diplomatischen Vertretungen in Aserbaidschan führt Botschaften und Konsulate auf, die im asiatischen Staat Aserbaidschan eingerichtet sind (Stand 2019).

## Botschaften in Aserbaidschan
64 Botschaften sind in Aserbaidschans Hauptstadt eingerichtet (Stand 2019).

### Staaten
| - Afghanistan: Botschaft - Algerien: Botschaft - Argentinien: Botschaft - Österreich: Botschaft - Belarus: Botschaft - Belgien: Botschaft - Brasilien: Botschaft - Bulgarien: Botschaft - Chile: Botschaft - Volksrepublik China: Botschaft - Kolumbien: Botschaft - Kroatien: Botschaft - Kuba: Botschaft - Tschechien: Botschaft - Ägypten: Botschaft - Frankreich: Botschaft - Georgien: Botschaft - Deutschland: Botschaft - Griechenland: Botschaft - Ungarn: Botschaft - Indien: Botschaft - Indonesien: Botschaft | - Iran: Botschaft - Irak: Botschaft - Israel: Botschaft - Italien: Botschaft - Japan: Botschaft - Jordanien: Botschaft - Kasachstan: Botschaft - Kuwait: Botschaft - Kirgisistan: Botschaft - Lettland: Botschaft - Libyen: Botschaft - Litauen: Botschaft - Malaysia: Botschaft - Mexiko: Botschaft - Moldau: Botschaft - Marokko: Botschaft - Niederlande: Botschaft - Pakistan: Botschaft - Palästina: Botschaft - Polen: Botschaft - Portugal: Botschaft - Katar: Botschaft | - Rumänien: Botschaft - Russland: Botschaft - Saudi-Arabien: Botschaft - Serbien: Botschaft - Slowakei: Botschaft - Südkorea: Botschaft - Spanien: Botschaft - Sudan: Botschaft - Schweden: Botschaft - Schweiz: Botschaft - Tadschikistan: Botschaft - Türkei: Botschaft - Turkmenistan: Botschaft - Ukraine: Botschaft - Vereinigte Arabische Emirate: Botschaft - Vereinigtes Königreich: Botschaft - Vereinigte Staaten: Botschaft - Usbekistan: Botschaft - Venezuela: Botschaft |